# Kościół św. Andrzeja Boboli w Białymstoku
Kościół św. Andrzeja Boboli – rzymskokatolicki kościół parafialny mieszczący się w Białymstoku w dzielnicy Starosielce przy ulicy św. Andrzeja Boboli 49a. Należy do dekanatu Białystok - Starosielce.

## Historia
Przygotowania do budowy świątyni rozpoczął ks. Antoni Lewosz. Projekt został sporządzony przez architekta Oskara Sosnowskiego. Po zatwierdzeniu tego projektu rozpoczęto w 1938 roku prace budowlane. Przez pewien czas kościół projektował architekt Leonard Matulewicz. Do września 1939 roku zostały wymurowane ściany prawie do dachu. Prace zostały przerwane przez wybuch II wojny światowej. Zgromadzone materiały zostały skradzione przez Niemców, a mury zostały częściowo uszkodzone. 
Roboty budowlane zostały wznowione w 1947 roku. Kontynuowano je w latach 1949–1952 i 1955–1959. 1 września 1959 roku świątynia w stanie surowym została poświęcona przez wikariusza kapitulnego księdza Adama Sawickiego. Prace wykończeniowe były następnie prowadzone przez administratora parafii, księdza Czesława Łogutkę, a po nim, od 1966 roku, przez księdza proboszcza Stefana Girstuna. W 1967 roku została wykonana elewacja i została zbudowana górna część wieży. W dniu 21 września 2008 roku świątynia została poświęcona.